# 陆柱家
陆柱家（1943年6月—），中国上海人，中国科学院数学与系统科学研究院研究员，中国数学学会会员，北京市数学会常务理事、学术委员主任，美国数学学会会员，中国全国自然科学名词审定委员会委员，《数学译林》责任编委、副主编，《数学评论》评论员，在国内外数学杂志中发表过20余篇论文（含合作），曾任中国国家图书馆专家咨询委员会委员（第1~3届） 。

## 生平
1960年，上海市卢湾中学毕业，考入中国科学技术大学。
1965年，中国科学技术大学数学系毕业并分配至中国科学院数学研究所。
1982年-1984年，公派至美国伯克利加州大学数学系进修。
1995年3月，担任中国科学院数学研究所业务处处长。
1998年12月，担任中国科学院数学与系统科学研究院科研处处长。

## 著作
- 《全国大学生数学夏令营数学竞赛试题及解答》[2]
- 《线性偏微分方程讲义》（译）[3]
- 《数学锻炼大脑：斯坦福入学试题与解答》（译）[4]
- 《实流形和复流形上的分析》（译）

## 争议
陆柱家曾对哥德巴赫猜想发表看法称“业余研究者是无法证明这个猜想（哥德巴赫猜想）的，除非世界一流的数学家，否则无法求证”并称“哥德巴赫猜想是一个艰深的数论难题，证明它所需要的数学能力和突出的思维能力，都并非普通数学爱好者所能企及”，此观点遭到一些业余数学研究者的质疑，称其“主观臆断”、“搞权威学术”、“扼杀不同门派及业余派的学术观点”。